# エルザ・キコイン
エルザ・キコイン（Elsa Kikoïne、1977年3月2日 - ）は、フランスの女優。

## 出演作品
- よげん
- アラン・ドロンの刑事フランク・リーヴァ
- ブロセリアンドの魔物（クロエ）